# Cooperativa Central Granot
La Cooperativa Central Granot, es una organización cooperativa de servicios del movimiento kibutziano israelí. El presidente de la compañía es Amit Ben Itzhak, quién desde 2014 ha ostentado el cargo de presidente de la empresa. Roberto Kuperman es el director general desde 2005.
Granot es una corporación cooperativa de 20 fábricas y compañías, que pertenecen a los 43 kibutzim de la región costera y central de Israel.
Granot opera en una amplia gama de sectores económicos: finanzas, holdings, adquisiciones, agricultura, aguacates, frutos cítricos, establos, aves de corral), industria (alimento para animales, comida en general, construcción de instalaciones, desarrollo de tecnologías, semillas, almacenamiento y refrigeración), infraestructuras, energía, tecnologías de la información, inmuebles, mano de obra, transporte, capacitación y formación profesional. Con unos ingresos anuales de aproximadamente tres millones y medio de (NIS) Granot fue reconocida en 2007 como una de las cooperativas más grandes del Mundo (según un informe de la Alianza Cooperativa Internacional).

## Historia
La cooperativa Granot fue establecida en 1940, con el fin de usar métodos económicos modernos, aplicados al marketing de los productos agrícolas, y para reducir los precios de las compras de los bienes para las granjas de sus miembros. Unir a las granjas en una gran cooperativa, hizo posible la adquisición y la utilización de las tecnologías necesarias para procesar los productos agrícolas. Actualmente, Granot ayuda a reducir los costes de operación y ofrece un servicio financiero para sus miembros, cuando estos necesitan usar el capital necesario para operar y mantener sus negocios y sus granjas agrícolas.

## Empresas de Granot
- Ambar Feed Mills: Esta compañía opera el mayor y más avanzado molino de producción de raciones para el ganado en Israel, posee un molino en Gan Shmuel (en el norte de Israel) y otro molino de grano en Dvira (en el sur de Israel). La producción anual total de ambos molinos es de casi un millón de toneladas de alimento para el ganado.
- Granot Avocado & Citrus Cooperative: esta compañía nació como fruto de la cooperación entre los kibutzim que producen la tercera parte del total de la cosecha de aguacate y cítricos israelíes. La cooperativa dispone de la mayor planta de envasado de Israel.

## Holdings
Granot controla el 100% de la compañía Mey-Ram Infrastructures Ltd. Mey-Ram es la principal empresa de tratamiento y administración de agua potable y electricidad en el sector agrícola israelí. Granot gestiona el 66% de Rimon Ltd. Rimon lleva a cabo proyectos en el ámbito de la minería, el gas natural, la energía, y el reciclaje de las aguas residuales. Granot controla el 7.5% de Tnuva Ltd. Tnuva es la principal compañía alimentaria de Israel. (Junto con los kibutzim, la organización tiene en su poder el 23.5% de la compañía).